# Bolta Werke
Die Bolta Werke GmbH in Diepersdorf bei Nürnberg war ein deutsches Unternehmen, das sich mit Entwicklung und Fertigung von technischen und oberflächenveredelten Spritzgussteilen aus Kunststoff, Galvanotechnik, Lackieren und Montage beschäftigt.
Die Firma hatte zu Spitzenzeiten mehr als 1.200 Mitarbeiter.
Laut Selbstdarstellung zählte die Bolta zu den drei größten galvanischen Betrieben seiner Art weltweit und war Europas Kunststoffgalvaniseur Nummer 1.

## Geschichte
Bolta wurde 1921 in Nürnberg durch Johannes Bolten (1893–1982) gegründet, zunächst um Kämme aus Bakelit herzustellen. Bolten wanderte 1929 nach Amerika aus, wo der aktive evangelikale Christ als John Bolten amerikanischer Staatsbürger und ein erfolgreicher Geschäftsgründer sowie -manager wurde. Dabei gab er die Bolta-Werke in Nürnberg nicht auf. Ab 1936 stellten die Bolta-Werke Fotoapparate her (Boltavit, Photavit). Nach der Kriegserklärung gegen Amerika 1941 verlor Bolten den Zugriff auf seine Firma, die als kriegswichtiger Betrieb weiter Kameras herstellte – wahrscheinlich unter Einsatz von Zwangsarbeitern. Nach Kriegsende verlangte deshalb die Sowjetunion den Maschinenpark als Reparationen. John Bolten gelang es von Amerika aus, das zu verhindern und die Produktion der Bolta-Werke bereits kurz nach Kriegsende wieder in Gang zu bringen.
Ab 1950 kamen zur Produktionspalette der Bolta-Werke Haushaltsartikel aus Kunststoff, ab 1952 Kunststoffprofile (PVC) und Kunststofffäden (PVdC). 1958 wurde die Tochterfirma Bolta Industrie- und Bauprofile in Schönberg (Niederbayern) gegründet. Aus Platz- und Kapazitätsgründen zog Bolta 1964 in das nahe gelegene Diepersdorf um. Hier wurde ein komplett neues Werk (das heutige Werk 1) errichtet. Nach diesem Umzug erfolgte die Spezialisierung auf oberflächenveredelte Spritzgussbauteile für den Automobil- und Sanitärbedarf. 1967 wurde die erste halbautomatische Kunststoffgalvanikanlage in Deutschland in Betrieb genommen und die Firma in den folgenden Jahren mehrfach durch neue Anlagen erweitert.
1975 erwarb die von der Londoner Bowater Corporation Ltd. abhängige Wickrather Handels- und Beteiligungs-Aktiengesellschaft die Mehrheitsbeteiligung an Bolta. Seit 1985 befindet sich die Firma im Besitz der international tätigen Familie Puri (Purico, Melton Medes Group), gegen die in den USA zwischen 2002 und 2008 wegen Finanzmanipulationen beim Bankrott der Firma Ecusta ermittelt wurde. Schon vorher war Puri in England in einen Betrug mit Arbeiter-Pensionskassen verwickelt. Nach der Übernahme wurde die Tochter Industrie- und Bauprofile innerhalb der Puri-Gruppe selbständig.
1994 wurde ein Werk im baden-württembergischen Gottmadingen übernommen, in dem im Schwerpunkt Kupfer- und Nickelfolien hergestellt werden und das MID-Heißprägeverfahren betrieben wird. 2004 gründete Bolta zusammen mit der Nicro S.A. de C.V. in Mexiko das Joint venture Nicro Bolta S.A. de C.V. mit einer eigenen Spritzgießerei und Galvanikanlage. Zwischen 2004 und 2013 vervierfachte sich der Gewinn von 30 auf knapp 120 Millionen Euro.
Nach der Erweiterung der Kapazitäten im Bereich Spritzguss im Jahr 2008 (das heutige Werk 2) hat Bolta-Werke im Jahr 2017 ein weiteres Werk in Leinburg eröffnet (das heutige Werk 3).
2013 wurde Bolta unter den Bayerns best 50 ausgezeichnet. Im Juli 2013 ging Schönberger Industrie- und Bauprofile GmbH in Insolvenz und wurde im November 2013 von der Schweizer APU AG übernommen. Im September 2013 gab Bolta die Gründung der Schwesterfirma Bolta U.S. bekannt. Die Fabrik soll 2015 in Tuscaloosa (Alabama) eröffnet werden. 2016 wurden die Werke für erhöhte PFOS-Werte im benachbarten Birkensee verantwortlich gemacht. Jedoch konnte diese Annahme widerlegt werden und es besteht kein Zusammenhang zwischen den Bolta-Werken und den erhöhten PFOS-Werten im Birkensee.
Am 28. September 2021 meldeten Die Bolta Werke GmbH die Insolvenz an.
Auf Grund der Chip-Krise in der Automobilindustrie verschoben verschiedene Auftraggeber, insbesondere die Großkunden AUDI AG, BMW AG und Mercedes-Benz / Daimler AG ihre Aufträge oder stornierten diese,
was zu einem großen Umsatzeinbruch führte.
Dieser Umsatzeinbruch konnte nicht abgefangen werden und führte somit zur Insolvenz bzw. Zahlungsunfähigkeit der Bolta Werke GmbH. Die Puri-Gruppe bzw. Purico überbrückte diese Zwischenzeit nicht und verkaufte das Unternehmen stattdessen auf den freien Markt an interessierten Invenstoren.
Aufgrund davon gingen mehrere Arbeitsplätze verloren bzw. wurden abgebaut oder die ehemaligen Mitarbeiter der Bolta Werke GmbH suchten sich aufgrund der Insolvenz ihres Arbeitgebers andere Jobs in der Region um Nürnberg / Nürnberger Land.
Im September 2022 wurden die Bolta Werke an die Winning Group verkauft und vom neuen Eigentümer in Winning Plastics umbenannt.